# Gaia (sonda espacial)
Gaia es un telescopio espacial de la Agencia Espacial Europea (ESA) lanzado el 19 de diciembre de 2013 desde el puerto espacial de Kourou en la Guayana Francesa. Es una misión de astrometría del programa a largo plazo Horizonte 2000+ de la ESA. Gaia se sitúa en una órbita de Lissajous en el punto de L2 de Lagrange.
Gaia tiene como objetivo construir —como mucho— el catálogo espacial en 3D más grande y preciso jamás realizado con un total aproximado de mil millones de objetos astronómicos, principalmente estrellas, pero también planetas, cometas, asteroides, cuásares, entre otros.
Para estudiar la posición y movimiento preciso de sus objetivos, el observatorio supervisa cada uno de ellos unas 70 veces, algo realizado con objetivos observados durante su misión principal (entre 2014 y 2019) y continuará realizando hasta fin de su misión. Gaia apunta a objetos más brillantes que la magnitud 20 en una amplia banda fotométrica que cubre el rango visual extendido entre el UV cercano y el infrarrojo cercano; tales objetos representan ⁓1 % de la población de la Vía Láctea.
Además, se espera que Gaia detecte de decenas a miles de exoplanetas del tamaño de Júpiter más allá del Sistema Solar mediante el método de astrometría, ⁓500 mil cuásares fuera de la Vía Láctea, decenas de miles de asteroides conocidos y nuevos y cometas dentro del Sistema Solar.

## Historia
Gaia es la sucesora de Hipparcos (operativa entre 1989-1993) y remonta sus orígenes a octubre de 1993, cuando el astrónomo sueco Lennart Lindegren y el británico Michael Perryman propusieron la misión en respuesta a una convocatoria de propuestas al programa científico Horizonte+ de la ESA. Fue adoptado por el Comité del Programa Científico de la ESA como misión fundamental #6 el 13 de octubre de 2000, y la fase B2 del proyecto fue autorizada el 9 de febrero de 2006, asumiendo la empresa EADS Astrium la responsabilidad del hardware. El nombre "Gaia" se derivó originalmente como un acrónimo de Interferómetro astrométrico global para astrofísica. Esto reflejaba la técnica óptica de interferometría que en un inicio se planeó para su uso en el telescopio. Si bien el método de trabajo evolucionó durante los estudios y el acrónimo ya no es aplicable, el nombre Gaia se mantuvo para dar continuidad al proyecto.
El coste total de la misión, incluyendo fabricación, lanzamiento y operaciones en tierra ronda los 720 millones de euros (⁓1 mil millones de dólares). Gaia se completó con dos años de retraso y un 16 % por encima del presupuesto inicial, principalmente por dificultades encontradas al pulir los diez espejos de carburo de silicio, ensamblar y probar el sistema de cámara de plano focal.
Finalmente, el 19 de diciembre de 2013, a las 09:12 UTC se lanzó en un cohete Soyuz ST-B desde el puerto espacial Kourou rumbo al punto 2 de Lagrange, donde desde su puesta en marcha en 2014, ha ido creando un mapa tridimensional preciso de los objetos astronómicos a lo largo de la Vía Láctea, permitiendo analizar una amplia gama de preguntas importantes relacionadas con el origen, la estructura y la historia evolutiva de la galaxia. 
Gaia tiene combustible de micropropulsión suficiente para operar hasta finales de 2025, pero se cree que como sus detectores no se están degradando tan rápido como se esperaba inicialmente, la misión podría extenderse aún más.

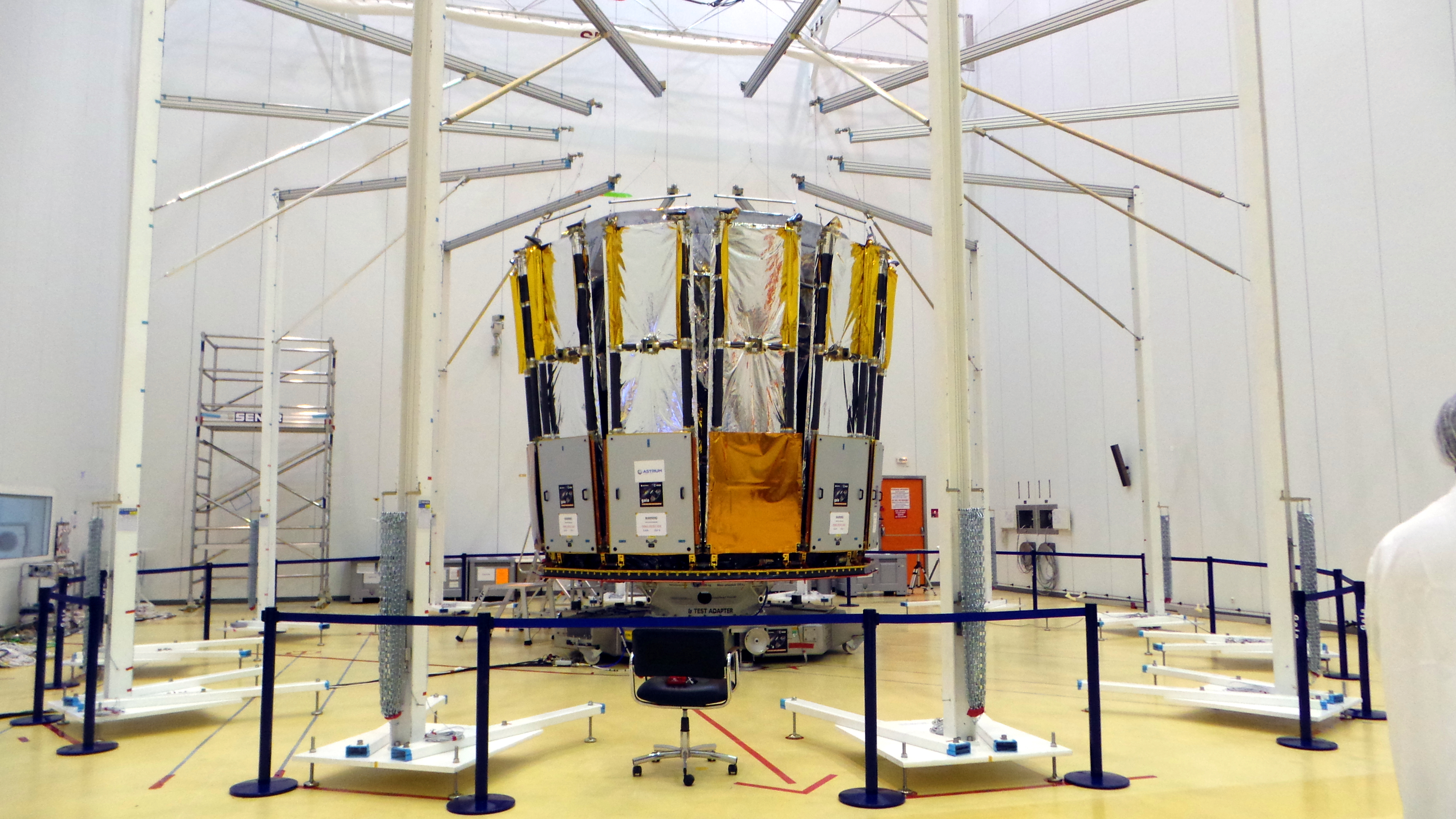
Imágenes de la construcción de la sonda espacial Gaia en el laboratorio de la Agencia Espacial Europea en la Guayana Francesa a pocas semanas de su lanzamiento.

## El viaje
Gaia se encuentra orbitando alrededor del Sol en el punto L2 de Lagrange a una distancia de 1,5 millones de kilómetros de la Tierra. Gaia está observando las estrellas desde esa posición en el espacio que ofrece un ambiente térmico estable, con una eficiencia de observación altísima (porque el Sol, la Tierra y la Luna estarán detrás de los instrumentos de observación) y una radiación moderada. 
El tiempo de vida operacional nominal se estimó en cinco años, pero su misión se extendió inicialmente hasta el 31 de diciembre de 2022 y actualmente se encuentra en prórroga hasta finales de 2025.

## Objetivos

Esta comparación de los espejos primarios de los mayores telescopios reflectores en operación desde 1900 permite apreciar el diámetro de este componente óptico en grandes observatorios con relación a Gaia.

El telescopio espacial Gaia tiene los siguientes objetivos:
- Determinar la luminosidad intrínseca de una estrella requiere el conocimiento de su distancia. Una de las pocas maneras de lograr esto sin supuestos físicos es a través del paralaje estelar. Las observaciones desde la tierra no permiten medir tales paralajes con suficiente precisión, debido a los efectos de la atmósfera y los sesgos instrumentales. Por ejemplo, las variables Cefeidas se utilizan como velas estándar para medir distancias a las galaxias, pero la precisión en su propia medición de distancia es pobre. Por lo tanto, las cantidades que dependen de ellos, como la velocidad de expansión del universo, siguen siendo imprecisos. Midiendo sus distancias con precisión tiene un gran impacto en la comprensión de las otras galaxias y así todo el cosmos.
- Observaciones de los objetos más débiles proporcionarán una visión más completa de la función de luminosidad estelar.  Gaia  observará mil millones de estrellas y otros cuerpos, lo que representa el 1 % de estos cuerpos en nuestra galaxia la Vía Láctea.[17] Todos los objetos hasta una cierta magnitud deben medirse con el fin de tener muestras imparciales.
- Un gran número de objetos son necesarios para examinar las etapas más rápidas de la evolución estelar. La observación de un gran número de objetos en la galaxia también es importante para entender la dinámica de nuestra galaxia.
- La medición de las propiedades astrométricas y cinemáticas de una estrella es necesaria para entender las diversas poblaciones estelares, especialmente las más distantes.[18][19][20]

## Telescopio espacial
Gaia fue lanzada por la empresa espacial Arianespace en un cohete Soyuz ST-B desde el Ensemble de Lancement Soyouz en el puerto espacial de Kourou en la Guayana Francesa, el 19 de diciembre de 2013, a las 09:12 UTC (06:12 hora local).
Luego de la separación de la segunda etapa, se dirigió hacia el punto 2 de Lagrange, ubicado a unos 1,5 millones de km de la Tierra, y llegó ahí el 14 de enero de 2014.
Durante su viaje hacia el L2, se desplegó una "sombrilla" de 10 metros de diámetro, la cual siempre mira hacia el Sol, permitiendo que los instrumentos científicos del telescopio se mantengan fríos. Gaia utiliza al parasol como sistema de alimentación mediante paneles solares. Estos factores y los materiales utilizados permiten que Gaia funcione en condiciones entre -170 °C y 70 °C.

### Instrumentos científicos
La carga útil de Gaia consta de tres instrumentos principales.
| #     | Instrumento                       | Descripción |
| ----- | --------------------------------- | --- |
| Astro | Instrumento astrométrico          | Determina con precisión las posiciones de todas las estrellas más brillantes que la magnitud 20 midiendo su posición angular. Al combinar las medidas de cualquier estrella dada durante la misión de cinco años, será posible determinar su paralaje y, por lo tanto, su distancia y su movimiento propio: la velocidad de la estrella proyectada en el plano del cielo. |
| BP/RP | Instrumento fotométrico           | Permite la adquisición de mediciones de luminosidad de estrellas en la banda espectral de 320 a 1000 nm, de todas las estrellas más brillantes que la magnitud 20. Los fotómetros azul y rojo (BP/RP) se utilizan para determinar propiedades estelares como temperatura, masa, edad y composición elemental. La fotometría multicolor la proporcionan dos prismas de sílice fundida de baja resolución que dispersan toda la luz que entra en el campo de visión en la dirección de exploración a lo largo antes de la detección. El fotómetro azul (BP) opera en el rango de longitud de onda de 330 a 680 nm; el fotómetro rojo (RP) cubre el rango de longitud de onda de 640 a 1050 nm.                                   |
| RVS   | Espectrómetro de velocidad radial | Se utiliza para determinar la velocidad de los objetos celestes a lo largo de la línea de visión mediante la adquisición de espectros de alta resolución en la banda espectral de 847 a 874 nm (líneas de campo de iones de calcio) para objetos de hasta magnitud 17. Las velocidades radiales se miden con una precisión entre 1 km/s (V=11,5) y 30 km/s (V=17,5). Las mediciones de las velocidades radiales son importantes para corregir la aceleración de la perspectiva que es inducida por el movimiento a lo largo de la línea de visión. El RVS revela la velocidad de la estrella a lo largo de la línea de visión de Gaia midiendo el efecto Doppler de las líneas de absorción en un espectro de alta resolución. |

## Procesamiento de datos

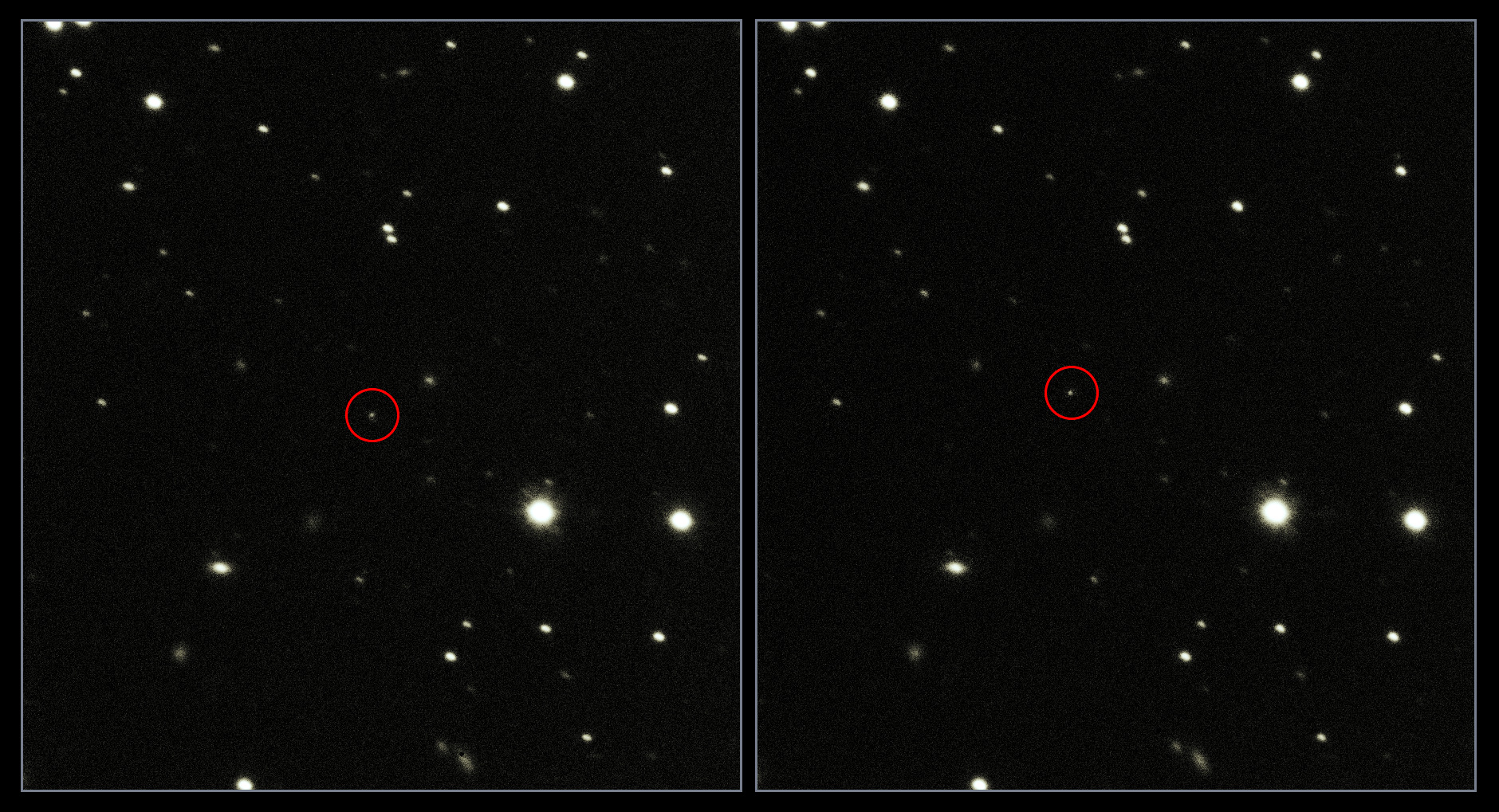
VST saca una foto a Gaia en camino a mil millones de estrellas.

El volumen total de datos que se recuperará de la nave espacial durante la misión de cinco años suponiendo una tasa de datos comprimidos nominal de 1 Mbit/s es de aproximadamente 60 TB, que asciende a unos 200 TB de datos descomprimidos utilizables en la Tierra, almacenados en la base de datos de InterSystems Caché. La responsabilidad del procesamiento de datos, en parte financiado por la ESA, ha sido confiado a un consorcio europeo (el Consorcio de Procesamiento y Análisis de Datos, o DPAC) después de que su propuesta haya sido seleccionada después del Anuncio de Oportunidad de la ESA lanzado en noviembre de 2006. La financiación de DPAC es proporcionada por los países participantes y se ha asegurado hasta que la producción del catálogo final de  Gaia  prevista para 2020.
Gaia enviará datos durante unas ocho horas todos los días a 5 Mbit/s. Dos de las estaciones de ESA más sensibles en la Tierra, Cebreros, España y Nueva Norcia, Australia, con platos de radio de un diámetro de 35 m, recibirán los datos.